# Kruščica (Arilje)
Kruščica (Servisch: Крушчица) is een plaats in de Servische gemeente Arilje. De plaats telt 474 inwoners (2002).